# 圣伊莱尔堡
圣伊莱尔堡（法語：Saint-Hilaire-le-Château，法語發音：[sɛ̃.t‿ilɛʁ lə ʃato]）是法国克勒兹省的一个市镇，位于该省中部偏西南，属于盖雷区。

## 地理
圣伊莱尔堡（45°58'58"N, 1°53'49"E）面积19.59 平方千米，位于法国新阿基坦大区克勒兹省，该省份为法国中部省份，位于法國中央高原西北部，北起安德尔省和谢尔省，西接维埃纳省，南至科雷兹省，东临多姆山省，东北与阿列省接壤。
与圣伊莱尔堡接壤的市镇（或旧市镇、城区）包括：拉沙佩勒圣马夏尔、蓬塔里永、拉普日、萨尔当、苏布雷博斯、圣乔治拉普日、维达亚。

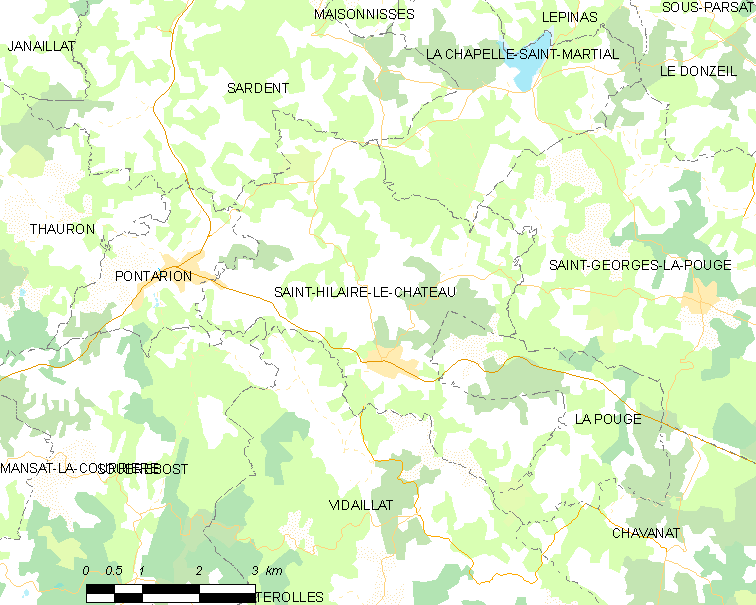
圣伊莱尔堡的OSM定位图

圣伊莱尔堡的时区为UTC+01:00、UTC+02:00（夏令时）。

## 行政
圣伊莱尔堡的邮政编码为23250，INSEE市镇编码为23202。

## 政治
圣伊莱尔堡所属的省级选区为阿安县。

## 人口

1962-2008年间圣伊莱尔堡人口变化图示

圣伊莱尔堡于2022年1月1日时的人口数量为225人。